# Diaethria phlogea
Bướm 89'98 (Diaethria phlogea) là một loài bướm ngày thuộc họ Nymphalidae. Nó được tìm thấy ở Colombia, South America.
Tên thông dụng như thế là do số 89 và 98 ở phía trên của cánh.
Vài tác giả xem nó là phụ loài của Diaethria euclides.